# Roland Berens
Roland Berens (* 1949 in Verl) ist ein deutscher Bluesmusiker, Songschreiber und Literaturübersetzer.

## Leben
Im Alter von zwanzig Jahren entschied er sich für eine Solokarriere mit 12-saitiger Gitarre und Blues Harp. Er trat 1970 im Vorprogramm von Rory Gallagher beim ersten westfälischen Rockfestival in Bielefeld auf. Weitere Konzerte mit den Scorpions, John Mayall und Alexis Korner folgten. Nach anfänglich an anglo-amerikanischen Folk-Blues-Vorlagen orientierter Musik entschied er sich für deutsche Texte.
1975 erwarb er das Diplom im Ingenieur-Studiengang Informationsverarbeitung und von 1992 bis 1997 studierte er Hispanistik, Literatur- und Wirtschaftswissenschaften an der Universität Bielefeld.
Roland Berens’ Musik enthält Rock-, Blues-, Folk- und Jazzelemente. Bis 2015 hat Berens über 2500 Konzerte in Kultureinrichtungen, Clubs und auf Festivals absolviert.
Der promovierte Hispanist arbeitet auch als Literaturübersetzer und Sachbuchautor. 2011 übersetzte er Horacio Quiroga, den ersten klassischen Erzähler Lateinamerikas und 2018 José Manuel Ruiz Marcos. 2019 erschien ein Reisebuch von ihm über Costa Rica.

## Werke
- 1982 erschien seine LP Menschen. Der Bluestitel Mach Dich nicht mit Gewalt kaputt wendet sich an junge Menschen und ruft auf, der Gewalt abzuschwören.
- Die 1997 erschienene CD Wilde Zeiten (Iron Curtain) enthielt erneut deutsche Rock- und Bluesballaden.
- 1998 trat er mit Wirf fort Dein Schwert auf dem Kulturfest „350 Jahre westfälischer Frieden“ in Münster auf.
- 2008 und 2011 wurde er zu  Tourneen in den Kosovo zu den deutschen KFOR-Soldaten verpflichtet.
- 2013 stellte er für das Goethe-Institut in Mexiko und Costa Rica neue deutsche Musik-Kultur vor.
- Roland Berens: 111 Gründe, Costa Rica zu lieben. Schwarzkopf & Schwarzkopf 2019, ISBN 978-3-86265-791-9.